# Абаткуль
Абаткуль (Абатколь, Абат-Куль) — озеро в Челябинской области, на границе Сугоякского сельского поселения Красноармейского района и Халитовского сельского поселения Кунашакского района, в 110 километрах северо-восточнее Челябинска.

## Название
Название произошло от тюркского мужского имени Абат.

## География
Озеро Абаткуль не соединено ни с какими реками и другими озёрами, длиною 4 ½, шириною 2 версты.
Западнее Абаткуля расположены озёра Казакбай, Бусар, Ишимбай, юго-восточнее село Кирды на берегу одноимённого озера.